# Emma Shapplin
 (juillet 2020).
Si vous disposez d'ouvrages ou d'articles de référence ou si vous connaissez des sites web de qualité traitant du thème abordé ici, merci de compléter l'article en donnant les références utiles à sa vérifiabilité et en les liant à la section « Notes et références ».
Emma Shapplin alias Chrystèle Madeleine Joliton née Marie-Ange Chapelain est une artiste lyrique néo-classique et une auteur-compositeur-interprète et productrice  française, née le 19 mai 1974 à Savigny-le-Temple (Île de France).

## Biographie
En 1998, son premier album studio Carmine Meo représente ses débuts en tant qu'artiste professionnelle. Il a été écrit et composé en majorité par Jean-Patrick Capdevielle, qui l'a également produit sous le label EMI, les arrangements ayant été réalisés par Vic Emerson. Vendu à plus de deux millions d'exemplaires à travers le monde, il est devenu plusieurs fois disque de platine, ce qui a permis à son travail de se propager dans plus de 25 pays.
En 2001, un remix en trance de son premier single de Yomanda (chez Radical records) atteint le numéro 1 des charts et reste dans le top 10 du Dance maxi pendant un an.
En 2001, Emma est invitée par le compositeur hollywoodien Graeme Revell à chanter 3 titres originaux et gracieux inspirés de la poésie de Dante et tirés de sa partition pour le film hollywoodien Red Planet, bande-son qu'elle partage avec Peter Gabriel, William Orbit et Sting.
En 2002, Emma Shapplin est invitée au Winter festival de Miami pour une performance célébrant son remix Trance numero 1 dans le billboard, alors qu’elle commence à composer et à écrire son prochain album Etterna.
En 2002, l'album Live in Caesar et le DVD Carmine meo publiés dans le monde entier.
En 2003, pour son deuxième album studio Etterna, Emma signe un contrat de licence avec Universal Music London sous le label ARK 21 avec Miles Copeland en tant que manager. L'album est écrit et composé à 70% par Emma et à 30% par le compositeur Graeme Revell, avec la participation du London Philharmonic Orchestra et de la chorale enregistrées dans le studio Abbey Road.
En 2004, Emma entame une tournée Etterna tour s'étendant sur 3 ans dans 15 pays et vend des spectacles de 3000 à 15 000 places.
En 2008, Emma est invitée à enregistrer en duo avec Paolo Conte une de ses compositions intitulée Coup de théâtre' de son album Psyché.
En 2009, elle écrit, compose et produit son 3e album studio Macadam Flower, un voyage délicat et poétique en 3 langues (français, anglais et italien ancien) à travers la musique pop électro-pop et synthé. Cet album est devenu gold et double gold dans plus de 10 pays. Il fut suivi d'une tournée circuit international : Macadam Flower tour.
En 2011, elle sort le DVD Live in Athens : The Macadam Flower Tour qui embrasse ses diverses facettes, notamment électro-pop, rock, opéra et néo-classique. Elle fait une tournée internationale.
En 2013, elle écrit, compose et produit son 4e album studio intitulé Dust of a Dandy, décrit comme « une musique et des paroles électro pop rock sombres et poétiques ». Les photos sont prises en autoportrait et publiées dans la presse de 15 pays pour la promotion des concerts etc. Il est suivi de spectacles internationaux The dandy’s tour.
En 2014,  Emma entame de nouvelles études sur les cours de maîtres d'opéra, plus régulièrement à Saint-Pétersbourg, avec Irina Bogatcheva, chanteuse primée, présidente du grand jury international de l'opéra, attachée au Mariinsky Opera Theatre de Saint-Pétersbourg. Elle commence à travailler sur le développement de projets plus personnels : peintures  et beaux-arts.
En 2015,  Emma commence à composer et à écrire pour son nouvel opus néo-classique Carmine meo part 2.
En 2016,  Emma signe un contrat de 2 ans en tant qu'ambassadrice de la marque pour Doğuş Group. Elle est en Master classes d'opéra à Saint-Pétersbourg toute l'année. Elle donne un spectacle public pour le salon 2016 à Antalya et fait des sessions et compositions en studio pour Carmine meo part 2.
En 2017, elle signe un accord avec le label britannique GO MUSIC pour un remix intitulé Casta Diva qu'elle a chanté et composé par Soulshaker. Il monte à la 4e place du pop commercial chart en Angleterre. Elle donne des performances au festival classique Cappadox et Bodrum pour Doğuş Group et en décembre, un concert public à la Volkswagen Arena d'Istanbul (7000 places).
En 2018, elle entame la production complète pour son nouvel album à Manchester et à Paris, prise de photos à Athènes et à Paris. En septembre, elle est invitée pour le défilé Moncler Genius lors de la Fashion week à Milan. Le nouvel album Carmine meo part 2 (nom provisoire) est mixé et finalisé.
En 2019, elle sort son 5e album paraît en décembre sous le nom Venere.

## Concerts
En raison de son style et de son charisme particulier, Emma se produit depuis ses débuts dans certains des lieux les plus étonnants au monde comme ce fut le cas à l’Acropole à Athènes, dans l’arène grecque «Olympia» ; le Grand Palais du Kremlin à Moscou, l’Esplanade.
Elle donne des représentations à l'Opéra de Singapour, 3 nuits à la Caesare Arena en Israël en 1999 et en 2004 au théâtre Carré en Hollande et dans un mausolée en plein air récemment fouillé près de Belgrade pour 10 000 personnes.
D'autres lieux : concert en plein air sur le site d'un immense temple à Bali, sur la côte tunisienne de Hammamet, au théâtre Coliseo de Buenos Aires et, dans une salle de 7 000 places assises, le «Luna Park Arena» de Monaco pour une manifestation de patinage organisée par le Prince Albert ; concert pour Antalya expo 2016 ; chant pour « UNESCO 2016 », le HCR à Athènes et le 300e anniversaire du Palais de la tsarine pour le G8 à Prague.

## Discographie
- 1997 : Carmine Meo, Pendragon Records SL/EMI
- 1999 : Discovering Yourself
- "Canto XXX",  "Inferno", sur la BO du film Red Planet au côté de Sting et Peter Gabriel dans un film avec Val Kilmer et Carrie-Anne Moss (Warner Brothers)
- 2002 : Etterna, Ark 21/Universal Music Group.
- 2003 : The Concert in Caesarea, Live Album, Pendragon Records SL / EMI.
- 2008 : Coup de Théâtre, en duo avec Paolo Conte, Universal Music.
- 2009 : Macadam Flower, Nimue Music under  Universal Music Greece /Russia, Turkey, Latina America  Sony Music.
- 2014 : Dust Of A Dandy,  Minos-EMI S.A. under  Nimue Music / Minos Emi / Universal
- 2017 : Remix Casta diva, GO MUSIC  TOP 4 commercial chart UK
- 2019 : Venere, Nimue Music / Dyris Inc.